# 宗谷岬

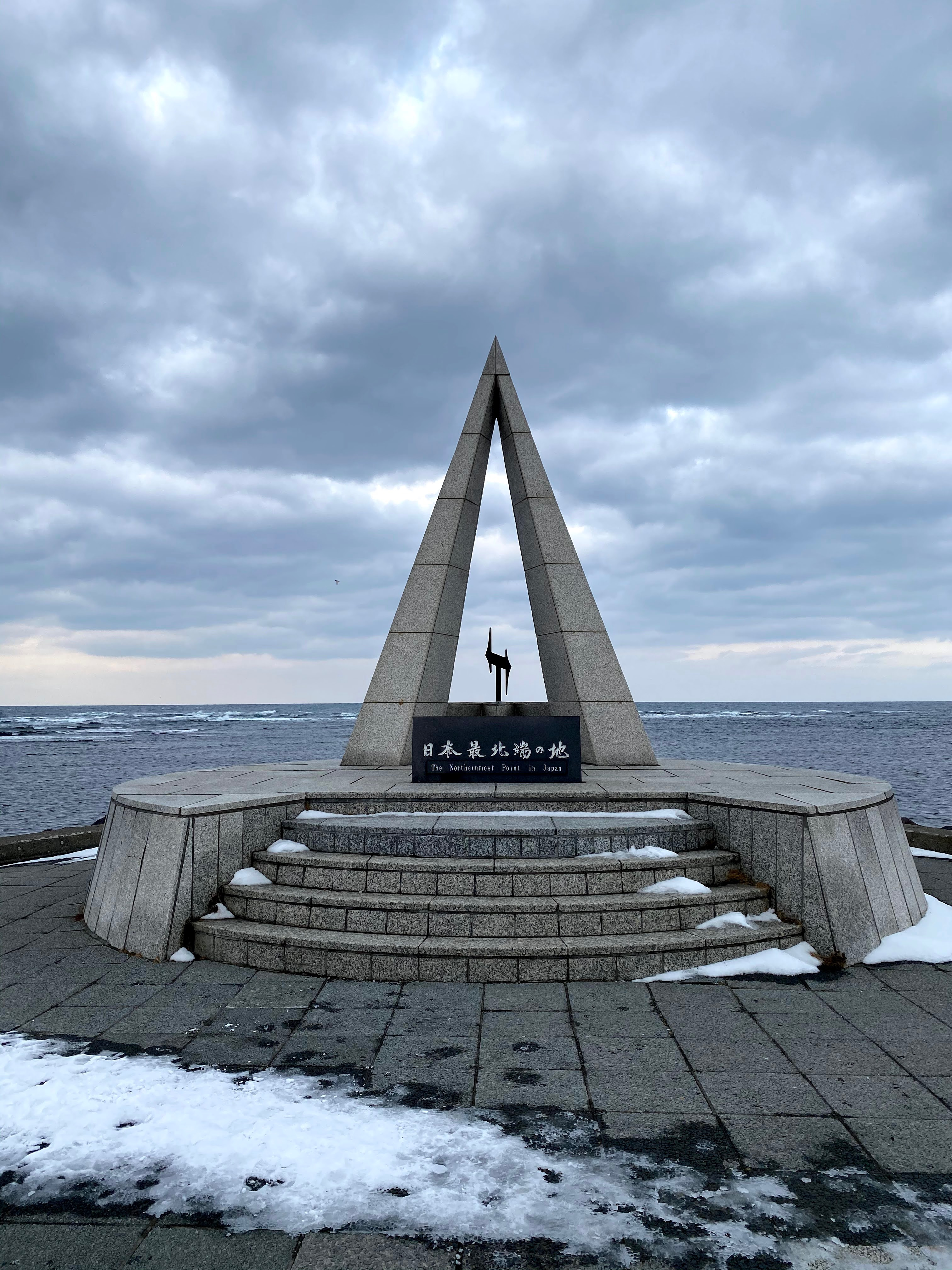
日本最北端の地の碑（2020年12月撮影）

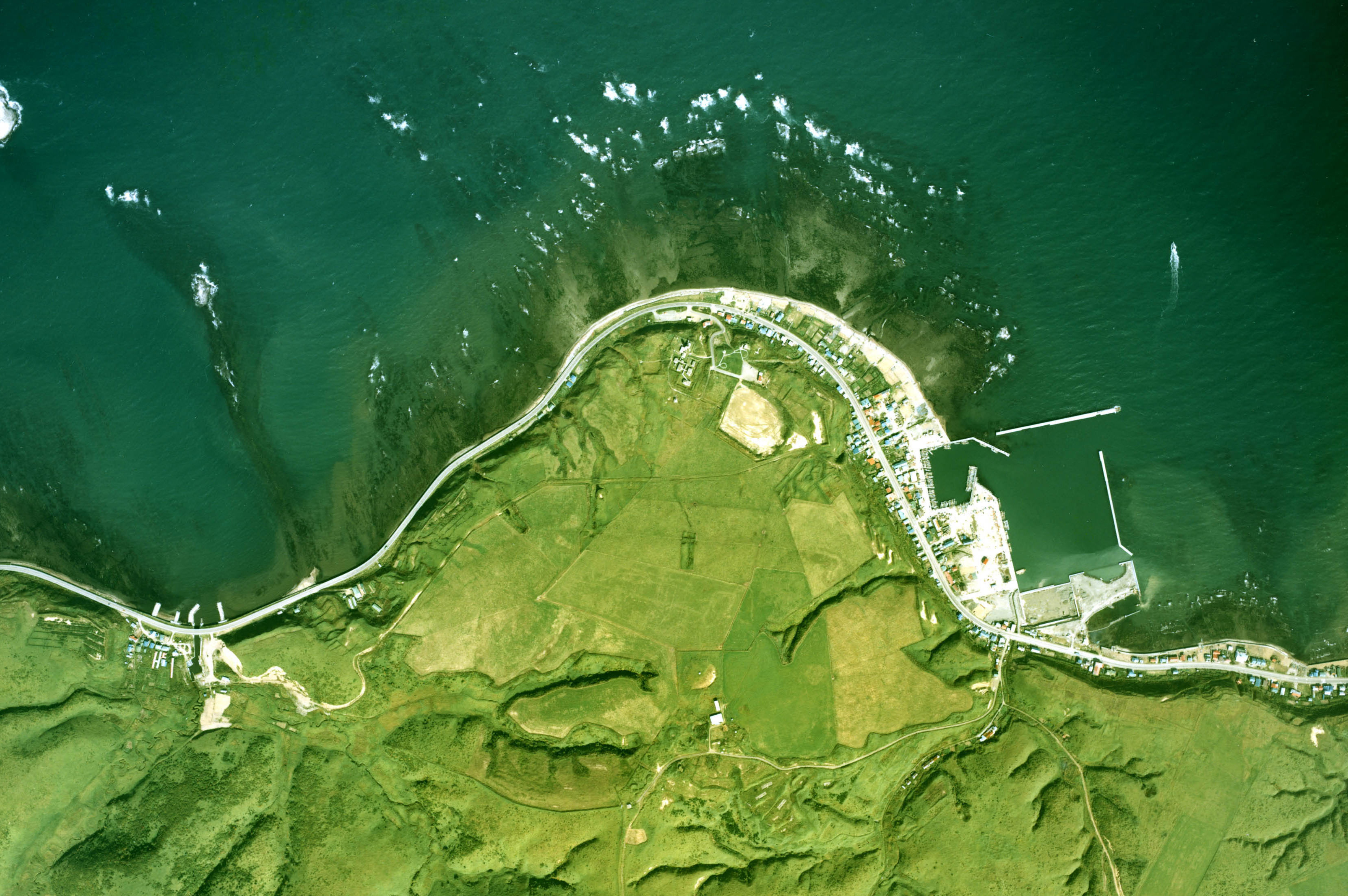
宗谷岬（1977年撮影）

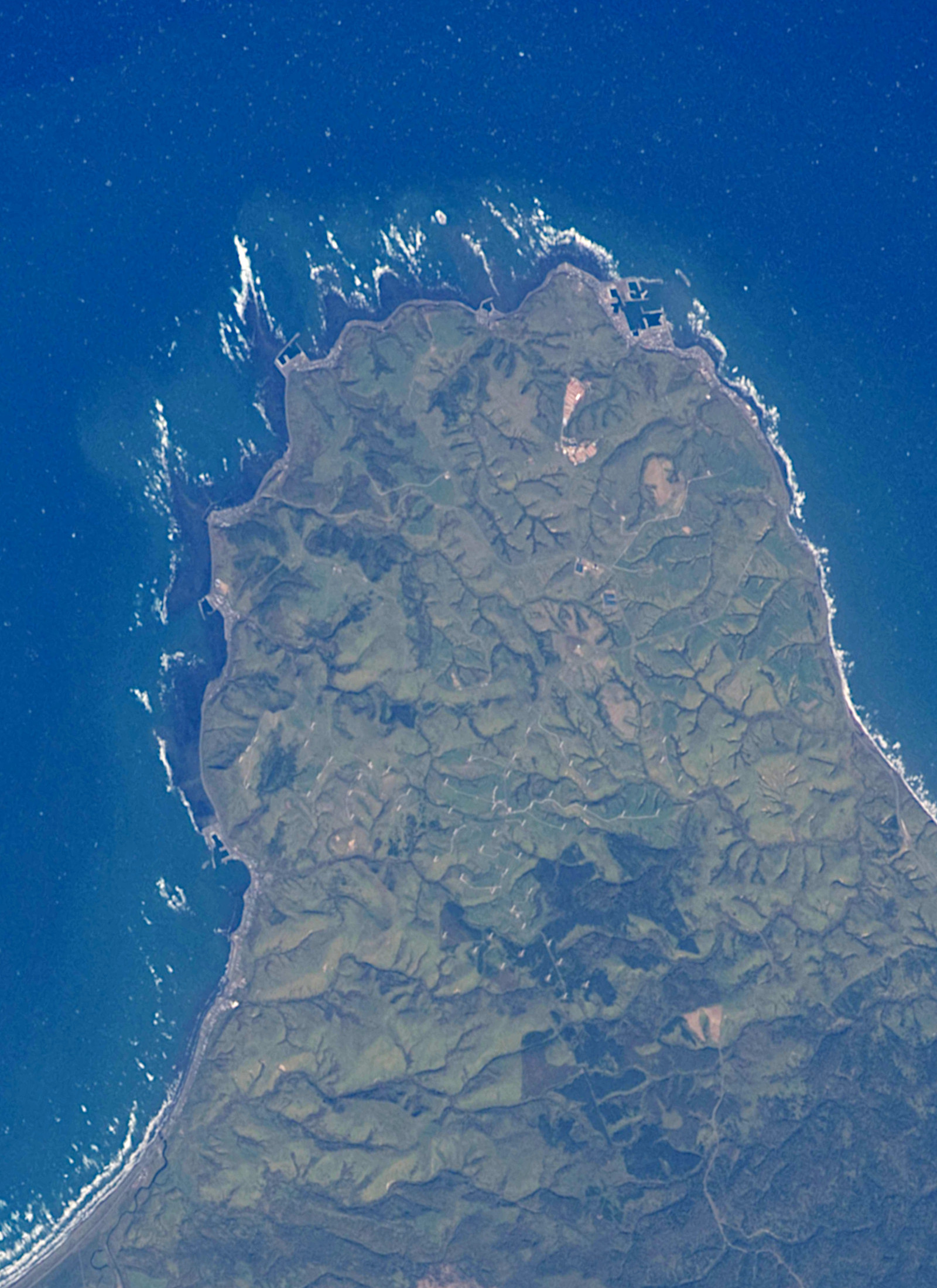
宗谷岬と宗谷丘陵（2009年撮影）衛星写真

宗谷岬（そうやみさき）は、北海道稚内市にある岬・地名。この項目では公園の宗谷岬公園、楽曲の宗谷岬についても記載している。

## 概要
日本の本土における最北端の地であり、私人（一般人）が通常訪れることのできる最北端の地になっている。なお、日本国政府の実効支配が及ぶ範囲における最北端の地は宗谷岬の沖合い西北西約1 kmに位置している無人島の弁天島であり、領有権を主張する範囲における最北端の地は択捉島にあるカモイワッカ岬である。
宗谷岬からロシア連邦の実効支配地である樺太（サハリン島）最南端の西能登呂岬（ロシア名：クリリオン岬 (Mыс Крильон)）までは約43 kmの距離がある。晴れた日には樺太の姿を見ることができる。周辺を宗谷岬公園として整備しており、日本最北端の地碑はじめとする記念碑、祈念碑、慰霊碑などが点在している。後背地には宗谷丘陵が広がっており、周氷河地形を形成している。宗谷岬はフットパス「宗谷丘陵コース」（ロングコース）の起点になっているほか、観光地としてトリップアドバイザーによる「2015エクセレンス認証」を受賞している。
同じ北緯45度にある都市として、イタリアのミラノ、カナダのモントリオール、フランスのリヨンが挙げられる。なお、東京は北緯35度、日本最南端は沖ノ鳥島の北緯20度である。

## 地名の由来
宗谷岬はアイヌ語で「ノテトゥ」（notetu）と呼ばれており、「ノ」（not）は顎・岬、「テトゥ（エトゥ）」（etu）は鼻・岬の意味がある。
「宗谷」の語源はアイヌ語の「ソー・ヤ（so-ya）」（磯岩の岸）である。由来は諸説あり、現在の珊内（さんない）地区の海中にあったソウヤ岩という大岩からつけられた地名が、珊内にあった会所を移した際に名前も一緒に移したとされている。このほか、宗谷岬沖の弁天島をアイヌ語で「ソヤスマ（ソヤシュマ）」と呼んでいたためともされている。

## 地理

### 気候
宗谷岬のアメダスは1978年10月から観測を開始した。真夏日を観測したのは過去に5日しかない。最高気温の極値は31.9℃（2000年8月1日）。最低気温の極値は-17.1℃（1986年2月3日）。平年値で年間平均の日較差は5.4℃と小さく、年間で冬日138.4日、真冬日76.7日、夏日9.1日、猛暑日や熱帯夜を観測したことはない。
降水量は8月から11月にかけて多く、1月から4月にかけては少ない。10月から12月にかけては雨の降る日が多く、日照時間が11月から1月にかけて少ない。
年間を通して風が強く、平年値で風速10 m/s以上を観測した日は232.6日に達する。最大風速の極値は32.2 m/s（風向：西、2019年1月16日）、最大瞬間風速の極値は42.5 m/s（風向：西、2019年1月16日、2008年9月統計開始）。
|              | 1月    | 2月    | 3月  | 4月  | 5月  | 6月    | 7月    | 8月    | 9月  | 10月   | 11月   | 12月   |
| ------------ | ------ | ------ | ---- | ---- | ---- | ------ | ------ | ------ | ---- | ------ | ------ | ------ |
| 平均風速 m/s | 8.5    | 7.7    | 7.9  | 7.5  | 7.3  | 6.5    | 6.0    | 6.0    | 6.6  | 7.8    | 9.0    | 9.1    |
| 最多風向     | 西北西 | 西北西 | 南西 | 南西 | 南西 | 東南東 | 東南東 | 東南東 | 南西 | 西北西 | 西北西 | 西北西 |

| 宗谷岬（1981年 - 2010年）の気候    | 宗谷岬（1981年 - 2010年）の気候 | 宗谷岬（1981年 - 2010年）の気候 | 宗谷岬（1981年 - 2010年）の気候 | 宗谷岬（1981年 - 2010年）の気候 | 宗谷岬（1981年 - 2010年）の気候 | 宗谷岬（1981年 - 2010年）の気候 | 宗谷岬（1981年 - 2010年）の気候 | 宗谷岬（1981年 - 2010年）の気候 | 宗谷岬（1981年 - 2010年）の気候 | 宗谷岬（1981年 - 2010年）の気候 | 宗谷岬（1981年 - 2010年）の気候 | 宗谷岬（1981年 - 2010年）の気候 | 宗谷岬（1981年 - 2010年）の気候 |
| 月                                 | 1月                             | 2月                             | 3月                             | 4月                             | 5月                             | 6月                             | 7月                             | 8月                             | 9月                             | 10月                            | 11月                            | 12月                            | 年                              |
| ---------------------------------- | ------------------------------- | ------------------------------- | ------------------------------- | ------------------------------- | ------------------------------- | ------------------------------- | ------------------------------- | ------------------------------- | ------------------------------- | ------------------------------- | ------------------------------- | ------------------------------- | ------------------------------- |
| 最高気温記録 °C （°F）             | 4.8 (40.6)                      | 7.8 (46)                        | 13.4 (56.1)                     | 23.1 (73.6)                     | 26.0 (78.8)                     | 26.4 (79.5)                     | 30.4 (86.7)                     | 31.9 (89.4)                     | 29.7 (85.5)                     | 22.5 (72.5)                     | 17.5 (63.5)                     | 11.5 (52.7)                     | 31.9 (89.4)                     |
| 平均最高気温 °C （°F）             | −2.9 (26.8)                     | −2.9 (26.8)                     | 0.6 (33.1)                      | 6.8 (44.2)                      | 11.3 (52.3)                     | 14.7 (58.5)                     | 18.6 (65.5)                     | 21.7 (71.1)                     | 19.2 (66.6)                     | 13.5 (56.3)                     | 6.0 (42.8)                      | 0.0 (32)                        | 8.9 (48)                        |
| 日平均気温 °C （°F）               | −4.9 (23.2)                     | −5.1 (22.8)                     | −1.6 (29.1)                     | 3.7 (38.7)                      | 7.8 (46)                        | 11.5 (52.7)                     | 15.6 (60.1)                     | 18.6 (65.5)                     | 16.0 (60.8)                     | 10.4 (50.7)                     | 3.4 (38.1)                      | −2.1 (28.2)                     | 6.1 (43)                        |
| 平均最低気温 °C （°F）             | −7.2 (19)                       | −7.6 (18.3)                     | −4.1 (24.6)                     | 0.8 (33.4)                      | 4.7 (40.5)                      | 8.7 (47.7)                      | 13.2 (55.8)                     | 16.1 (61)                       | 13.0 (55.4)                     | 7.3 (45.1)                      | 0.8 (33.4)                      | −4.4 (24.1)                     | 3.5 (38.3)                      |
| 最低気温記録 °C （°F）             | −16.3 (2.7)                     | −17.1 (1.2)                     | −14.9 (5.2)                     | −6.3 (20.7)                     | −1.5 (29.3)                     | 1.7 (35.1)                      | 5.7 (42.3)                      | 10.2 (50.4)                     | 5.0 (41)                        | −0.7 (30.7)                     | −10.0 (14)                      | −11.8 (10.8)                    | −17.1 (1.2)                     |
| 降水量 mm （inch）                 | 27.6 (1.087)                    | 18.6 (0.732)                    | 20.5 (0.807)                    | 33.5 (1.319)                    | 58.7 (2.311)                    | 50.2 (1.976)                    | 93.9 (3.697)                    | 125.0 (4.921)                   | 118.9 (4.681)                   | 120.2 (4.732)                   | 101.5 (3.996)                   | 65.1 (2.563)                    | 832.0 (32.756)                  |
| 平均降水日数 （≥1.0 mm）           | 10.8                            | 8.2                             | 8.2                             | 8.4                             | 8.9                             | 8.0                             | 9.1                             | 9.3                             | 11.6                            | 14.6                            | 16.5                            | 15.6                            | 129.3                           |
| 平均月間日照時間                   | 48.1                            | 95.3                            | 151.4                           | 182.1                           | 190.7                           | 155.2                           | 134.2                           | 155.3                           | 182.6                           | 135.6                           | 56.6                            | 27.0                            | 1,518.4                         |
| 出典1：Japan Meteorological Agency |                                 |                                 |                                 |                                 |                                 |                                 |                                 |                                 |                                 |                                 |                                 |                                 |                                 |
| 出典2：気象庁                      |                                 |                                 |                                 |                                 |                                 |                                 |                                 |                                 |                                 |                                 |                                 |                                 |                                 |

## 宗谷岬公園
宗谷岬公園（そうやみさきこうえん）は、北海道稚内市宗谷岬にある公園。通称は宗谷岬平和公園。

### 公園施設
日本最北端の地の碑
北極星の一稜をモチーフにしたデザインになっており、中心にあるNの文字は「北」（North）を、台座の円形は「平和と協調」を表している。石碑の高さは緯度（北緯45度31分22秒）にちなみ4.53メートルである。
1961年（昭和36年）に初代の石碑建立後、1968年（昭和43年）に正確な最北端の位置に現在の2代目石碑が建立された。1988年（昭和63年）には周辺に駐車場と広場を設置するため海岸を埋め立て、広場の最も北側の場所に移設した。
間宮林蔵の立像
1808年（文化5年）に宗谷から樺太へ渡り、樺太が島であることを発見（間宮海峡の発見）した間宮林蔵の偉業を称え、青少年に世界へ羽ばたく夢と勇気を培ってもらおうという願いを込め、生誕200年となる1980年（昭和55年）に建立した。当初は岬より3 km南西寄りの第2清浜地区にある、間宮林蔵が樺太に出港したとされる場所（間宮林蔵渡樺出港の地）に建立されたが、1988年（昭和63年）に現在地に移設されている。
宗谷岬音楽碑
1980年（昭和55年）に建立し、黒御影石に「宗谷岬」の歌詞と楽譜を刻んでいる。2002年（平成14年）には誕生30周年を記念して「30周年記念音楽碑」を建立し、スイッチを押すと千葉紘子の歌うメロディが流れるようになっている。
旧海軍望楼
宗谷海域海軍戦没者慰霊碑・平和の碑
「宗谷海域海軍戦没者慰霊碑」は、宗谷防備にあたり殉職した人々を鎮魂するため、1980年（昭和55年）に建立した。
「平和の碑」は、太平洋戦争のさなか1943年（昭和18年）に宗谷岬沖で大日本帝国海軍によって撃沈されたアメリカ海軍の潜水艦「ワフー」の乗組員80名と、日本海を北上してきたワフーによって沈められた関釜連絡船「崑崙丸」をはじめ、日本の商船5隻の犠牲者696名を慰霊するため、戦後50年にあたる1995年（平成7年）に日米合同で建立した。
あけぼの像
北海道の牛乳生産量100万トン突破と飼育乳牛50万頭突破を記念し、1971年（昭和46年）に建立した。
ラ・ペルーズの碑
ルイ16世により太平洋探検を命ぜられたラ・ペルーズ（ラ・ペルーズ伯ジャン＝フランソワ・ド・ガロー）が、宗谷海峡（ラ・ペルーズ海峡）を発見したことを記念し、2007年（平成19年）に建立した。
宮沢賢治文学碑
1923年（大正12年）に稚内から大泊（現在のコルサコフ）へ渡る連絡船（稚泊連絡船）の中で作詩したとされる『宗谷（二）』の一説を記した文学碑。
祈りの塔
1983年（昭和58年）に発生した「大韓航空機撃墜事件」は、稚内が調査や報道の前線基地になった。2周忌となる1985年（昭和60年）に遭難者の慰霊と世界の恒久平和を願うために建立した。鶴を模した塔の高さ19.83メートルは事故発生年を、16枚の羽は遭難者の母国を、269枚の白御影石は遭難者の数を表しており、嘴は事故海域となるモネロン島（海馬島）の方向を指している。塔の周辺にはアルメリアを植栽している。
2つの平和の鐘
1988年（昭和63年）に世界の恒久平和を願うモニュメントとして、世界各国や稚内市民の募金などにより「世界平和の鐘」と「子育て平和の鐘」を建立した。世界平和の鐘は、1号鐘（日本の平和の鐘）が国際連合本部ビル、2号鐘が宗谷岬公園の鐘、3号鐘が稚内市と友好都市を結んでいる沖縄県石垣市の新栄公園に設置している。
宗谷丘陵展望休憩施設
宗谷丘陵や宗谷海峡を一望することができる施設であり、1991年（平成3年）に完成した。併設するレストランでは稚内ブランドの「宗谷黒牛」や北海道の食材を楽しむことができる（営業期間は4月下旬から11月上旬）。

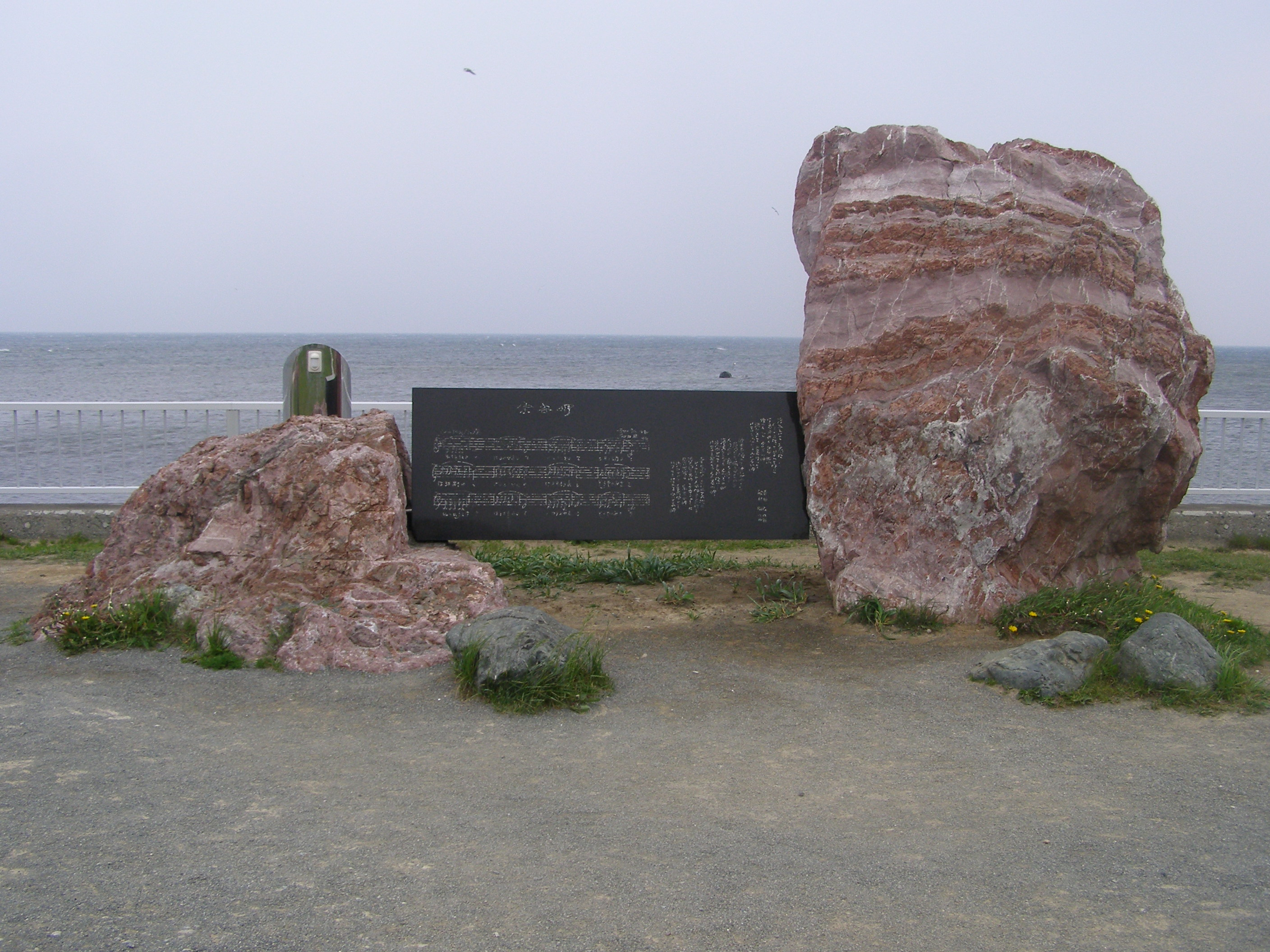
宗谷岬音楽碑（2008年6月）
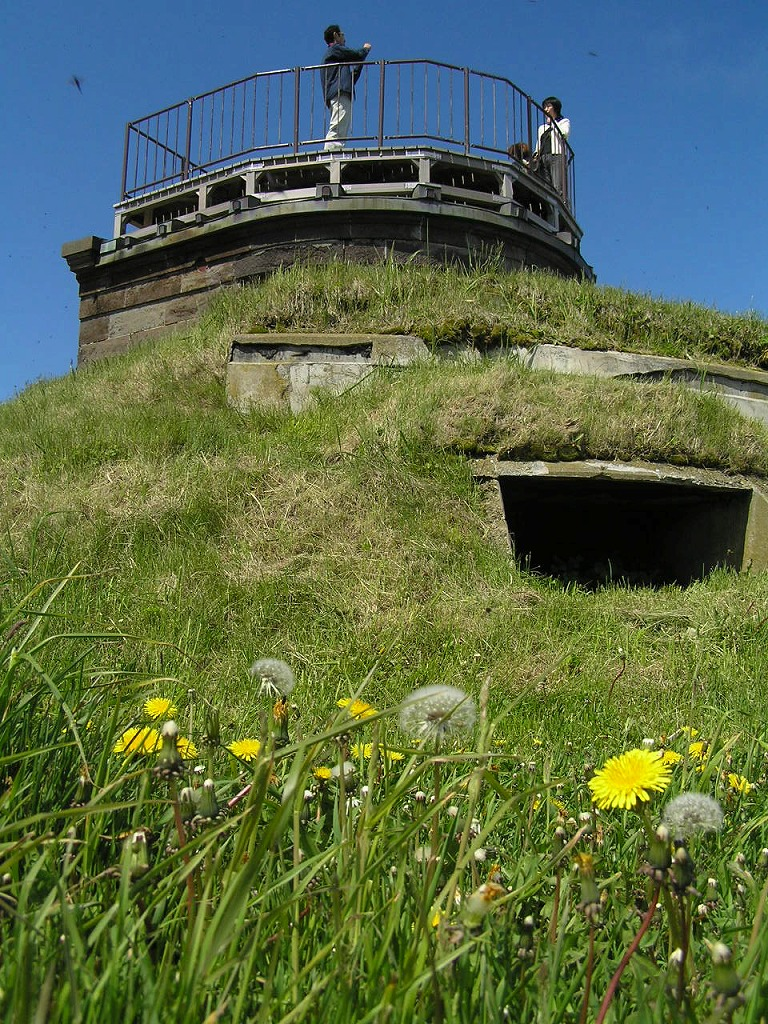
旧海軍望楼（2006年6月）
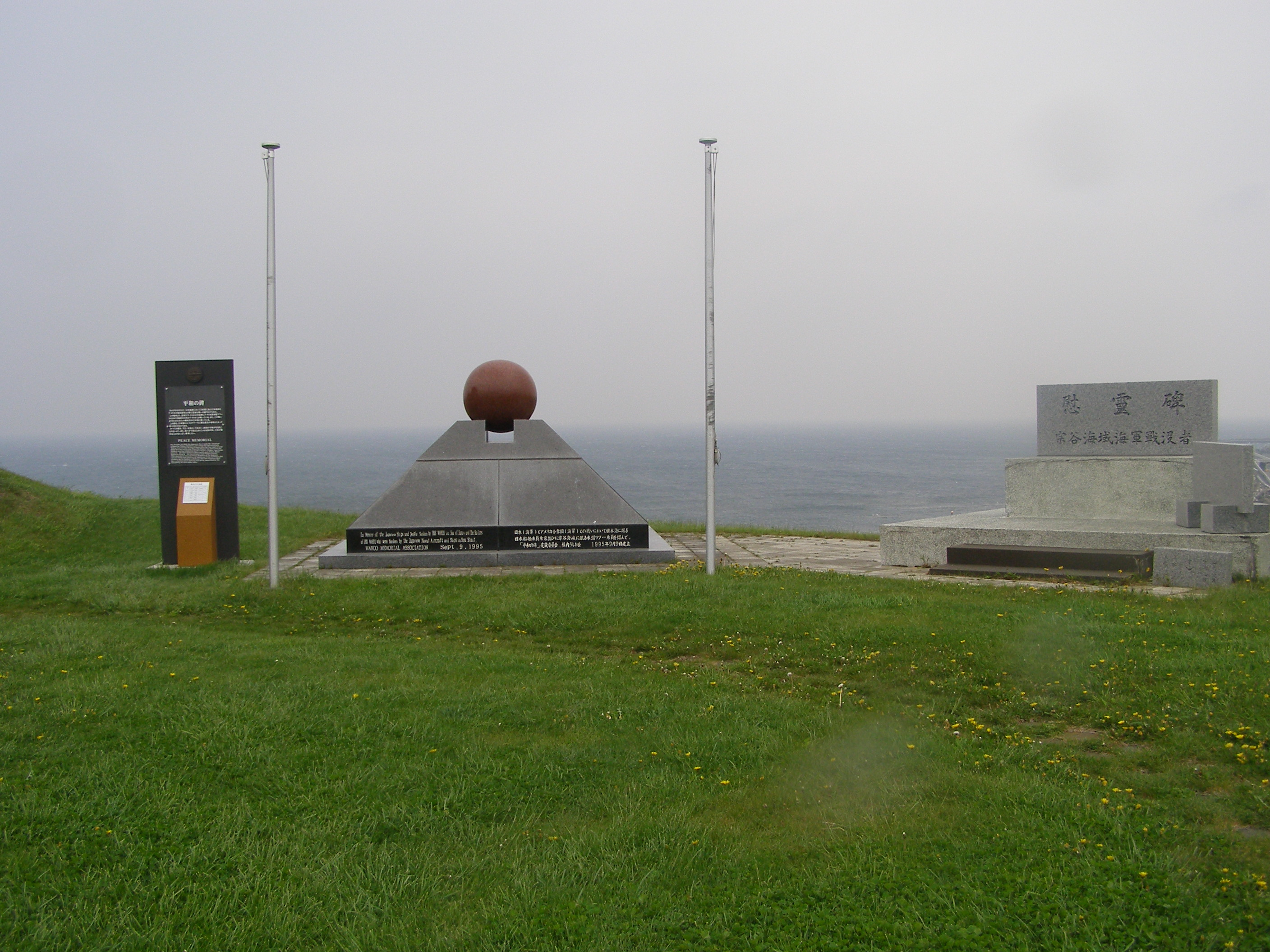
平和の碑（左）と宗谷海域海軍戦没者慰霊碑（右）（2008年6月）
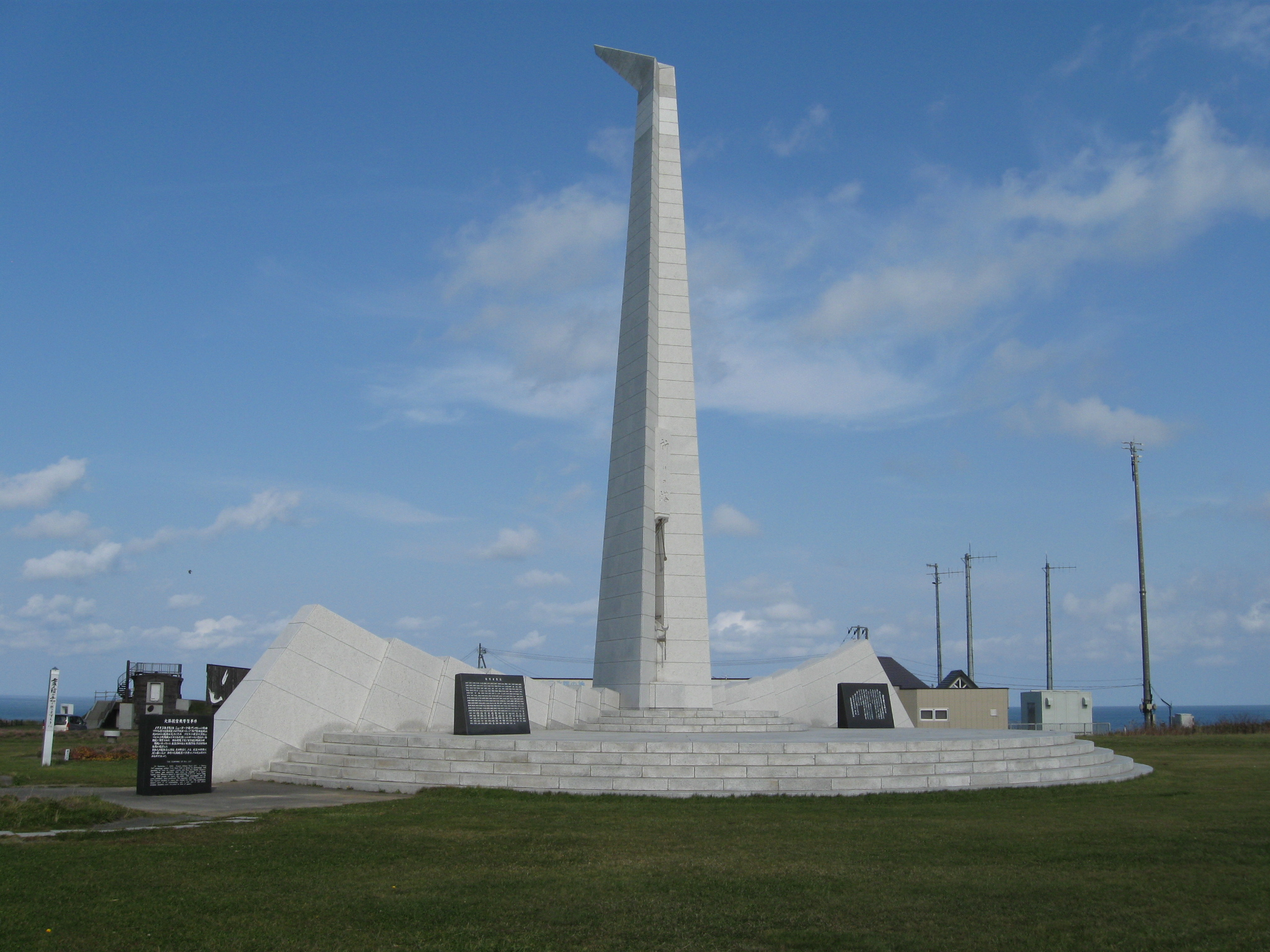
祈りの塔（2008年）
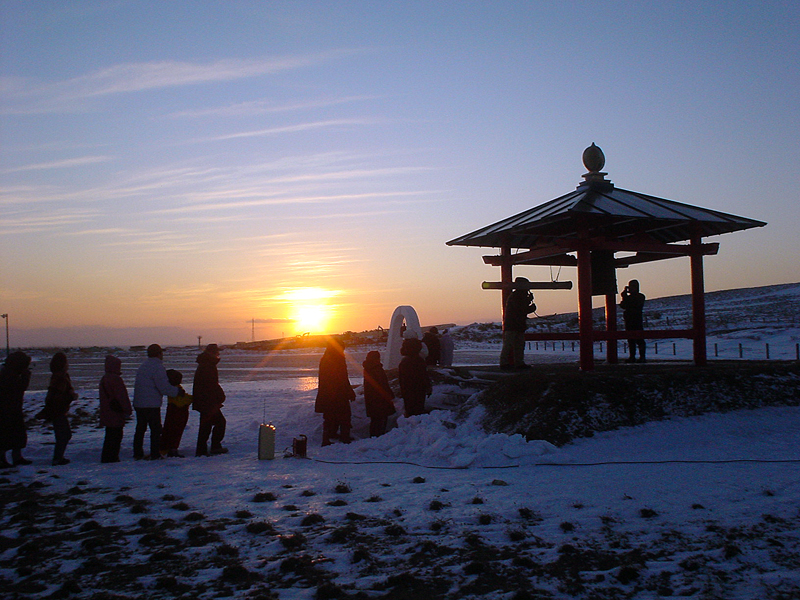
初日の出と世界平和の鐘（2007年1月）
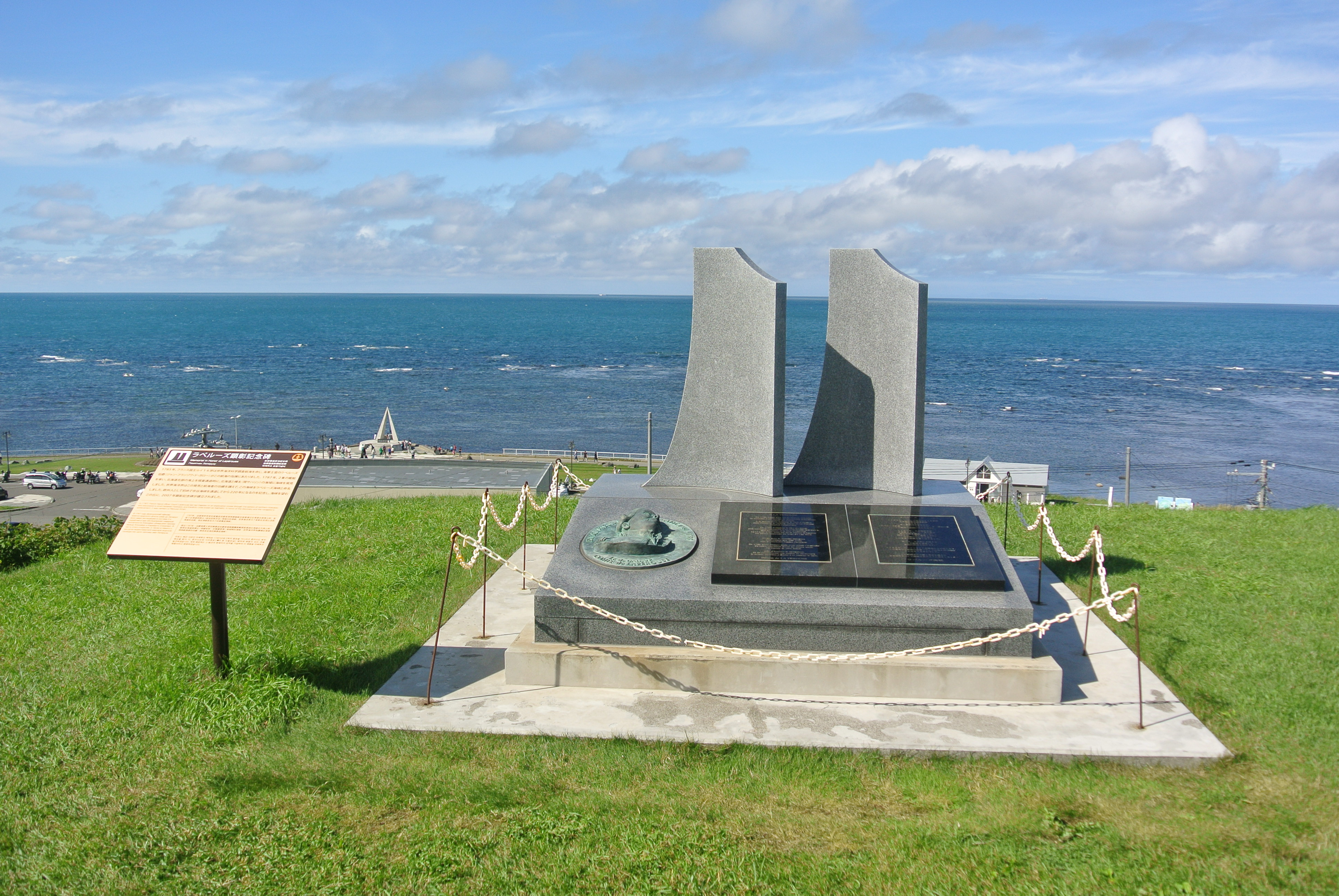
ラ・ペルーズの碑

## 宗谷岬 (曲)

### 宗谷岬 (黒木真理の曲)
宗谷岬（そうやみさき）は、1972年（昭和47年）にシングル発売された楽曲。オリジナルの歌手は黒木真理（くろき まこと）であり、ディスクジャケットは黒木の顔写真と発売当時の「日本最北端の地の碑」周辺の風景写真であった。B面（カップリング曲）は「悲しみの川」。1976年（昭和51年）に日本放送協会（NHK）の『みんなのうた』でダ・カーポによるカバーが放送された。ダ・カーポによるカバー盤もシングル発売されており、同年に北海道有線から「優秀賞」を受賞している。その後、1982年（昭和57年）にはダ・カーポの榊原まさとしによるリメイクが『みんなのうた』で放送されている。岬には「宗谷岬音楽碑」が建立されている。
なお『みんなのうた』では、榊原版が1983年（昭和58年）に初再放送後、1988年（昭和63年）まで毎年1回再放送したのに対し、ダ・カーポ版は2回再放送したところで長期に渡って再放送されなくなったが、2011年（平成23年）から2021年（令和3年）まで行われた「みんなのうた発掘プロジェクト」によって、視聴者から音声が提供、その後映像も提供されたため、2022年（令和4年）2月に44年ぶりに再放送された（サイドパネル付き・ニュープリント）。

### 宗谷岬 (松山千春の曲)
宗谷岬（そうやみさき）は、松山千春の楽曲。作詞・作曲は松山による。2007年5月9日にリリースしたシングル「自壊」のカップリング曲の1つである。2008年5月21日にリリースされたベスト・アルバム「起承転結11」に収録されている。

## 日本最北端の施設
稚内市宗谷岬とその周辺には、北方領土を除く、日本本土最北端となる各施設がある。
- 日本最北端の灯台（宗谷岬灯台）
- 日本最北端の店（柏屋）[33]
- 日本最北端のガソリンスタンド（安田石油店宗谷岬給油所）
- 日本最北端の警察官駐在所（宗谷岬駐在所）
- 日本最北端の郵便局（宗谷岬郵便局）
- 日本最北端の郵便ポスト（稚内郵便局収集）[34]
- 日本最北端の自動販売機（コカ・コーラ社製[注釈 2]）
- 日本最北端の港湾（宗谷港）
- 日本最北端の小学校（稚内市立大岬小学校）
- 日本最北端の中学校（稚内市立宗谷中学校、所在地は稚内市宗谷村）
- 日本最北端のバス停（宗谷バスの宗谷岬バス停）
- 日本最北端の神社（宗谷岬神社）

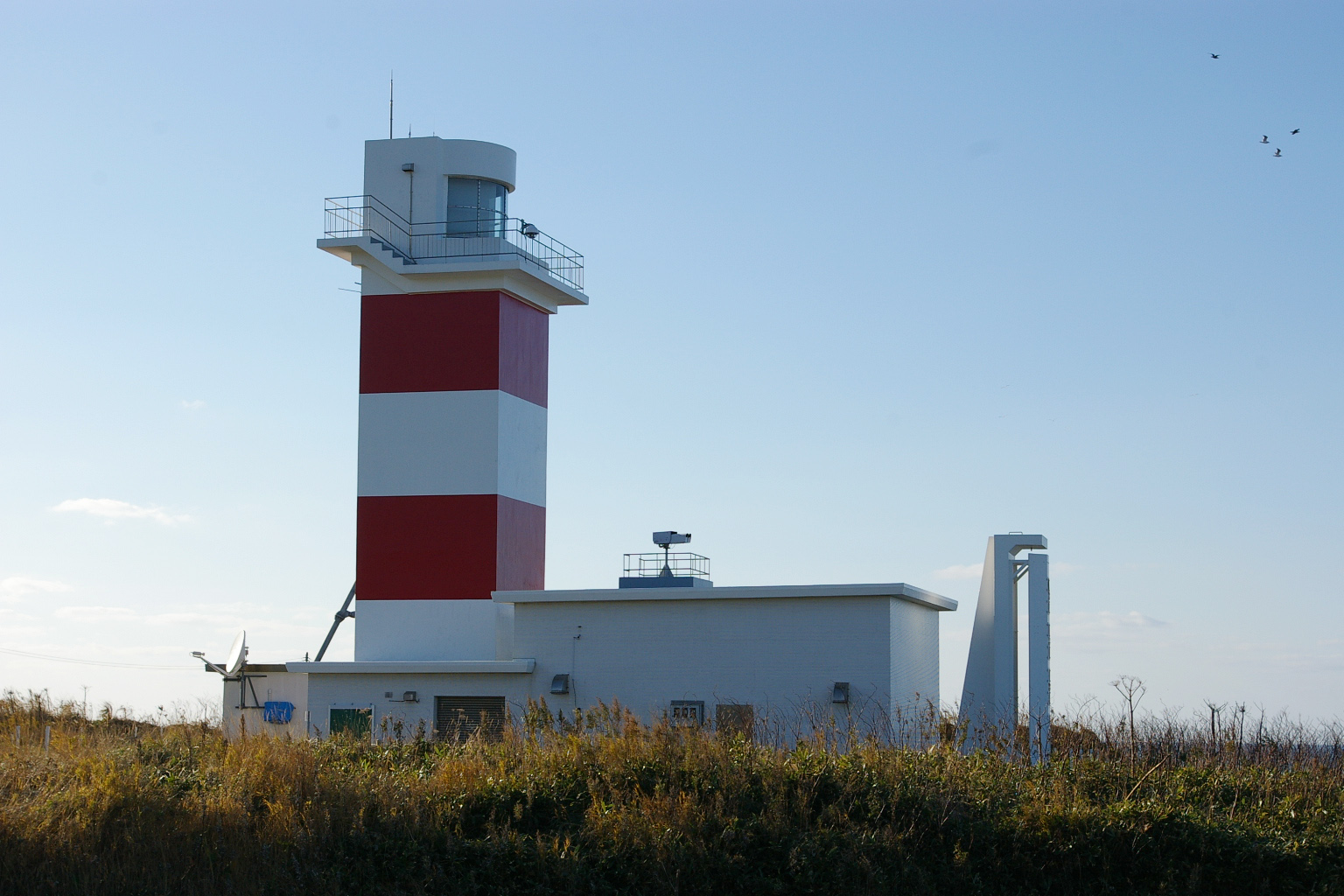
宗谷岬灯台（2006年10月）
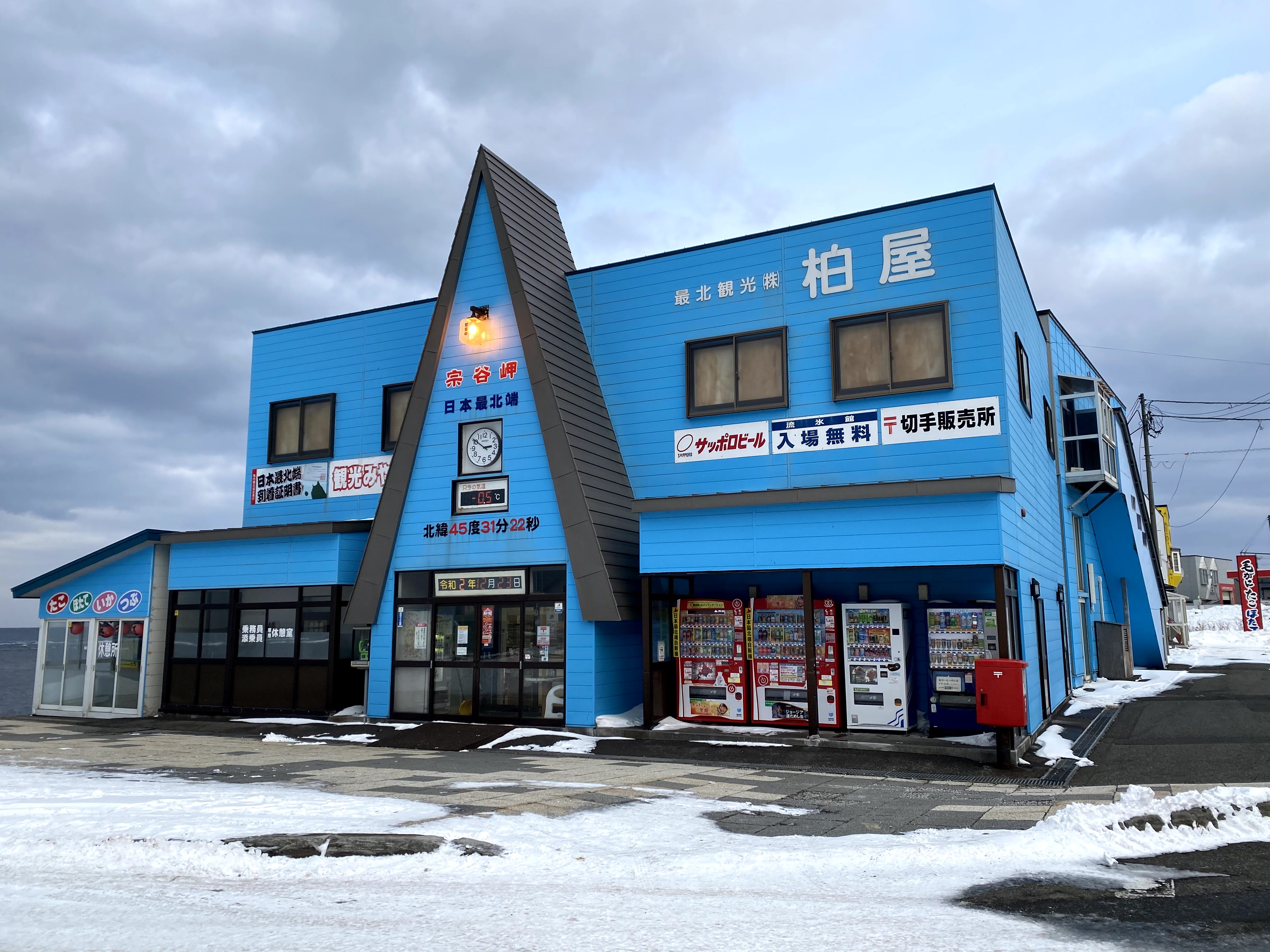
柏屋（2020年12月） 右側に見えるのが日本最北端の郵便ポストと自動販売機である。
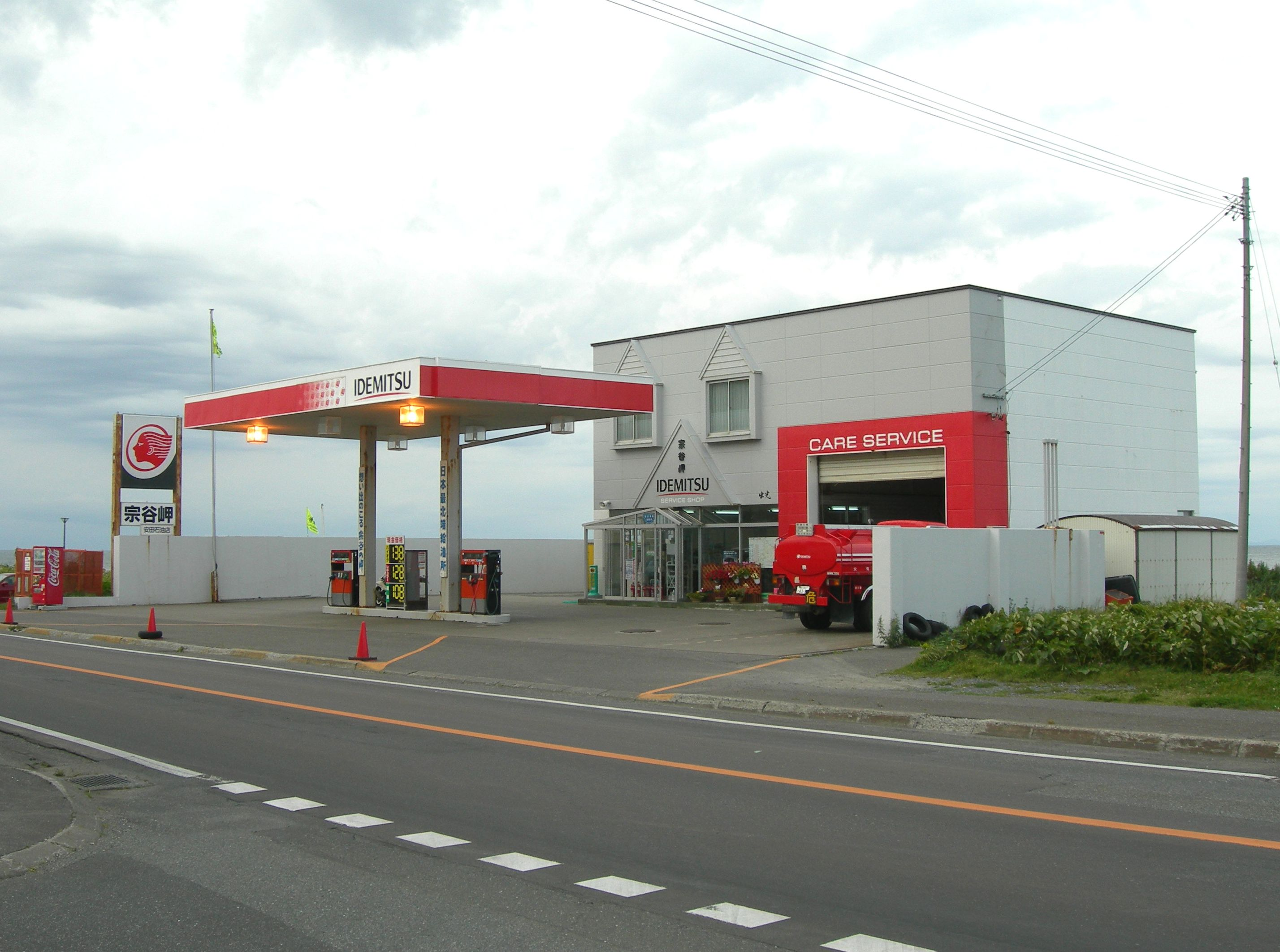
宗谷岬給油所（2009年9月）
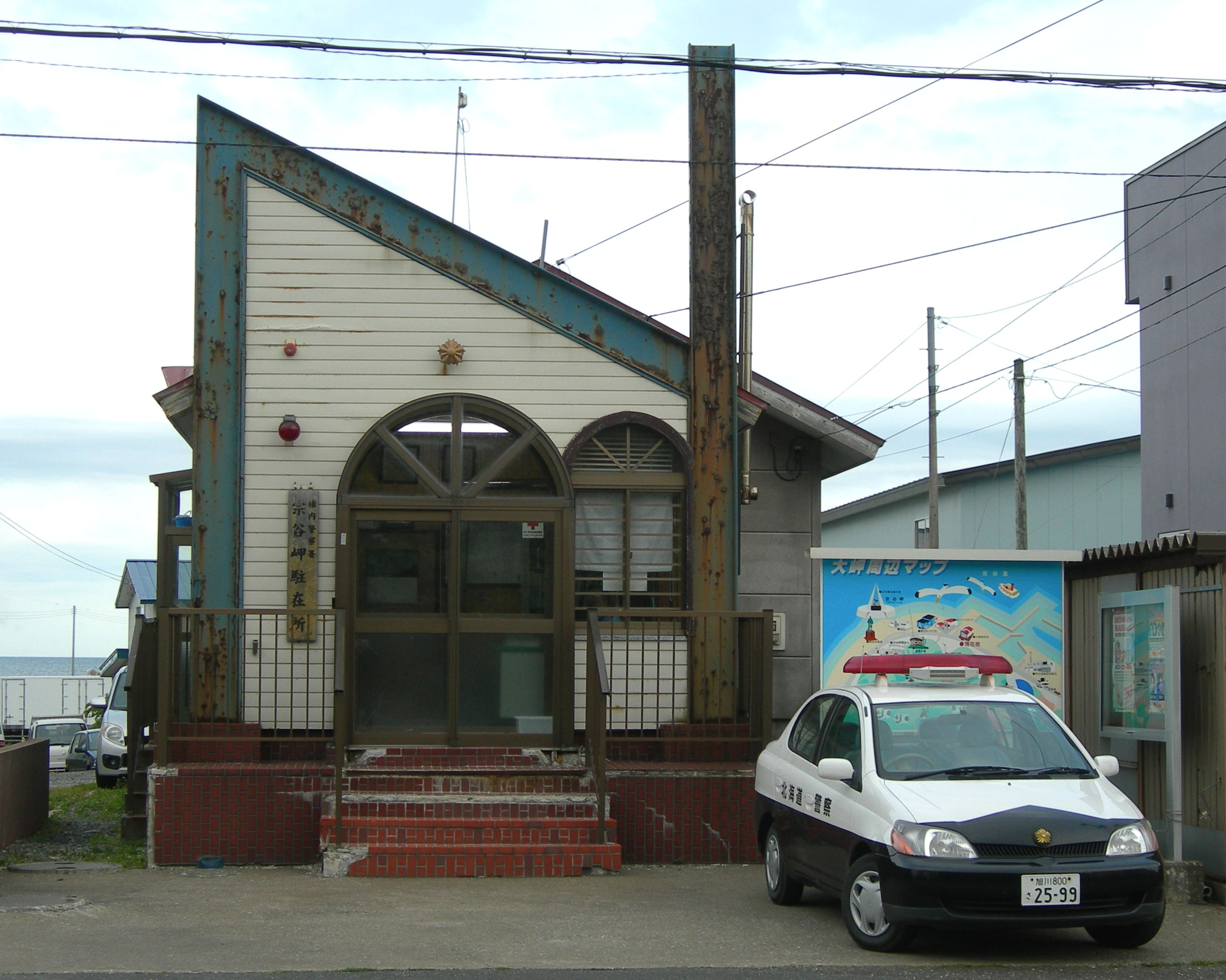
宗谷岬駐在所（2009年9月）
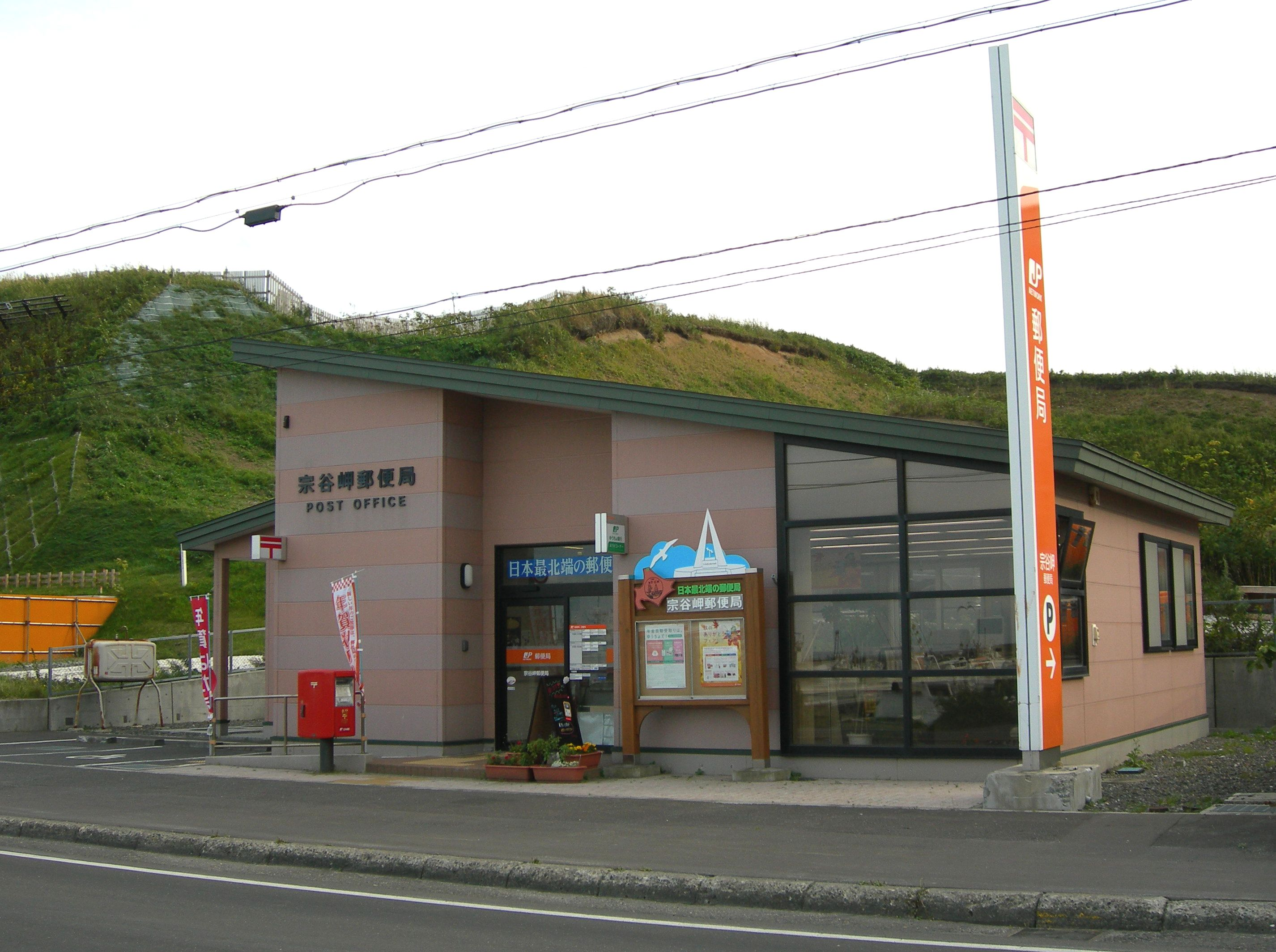
宗谷岬郵便局（2009年9月)
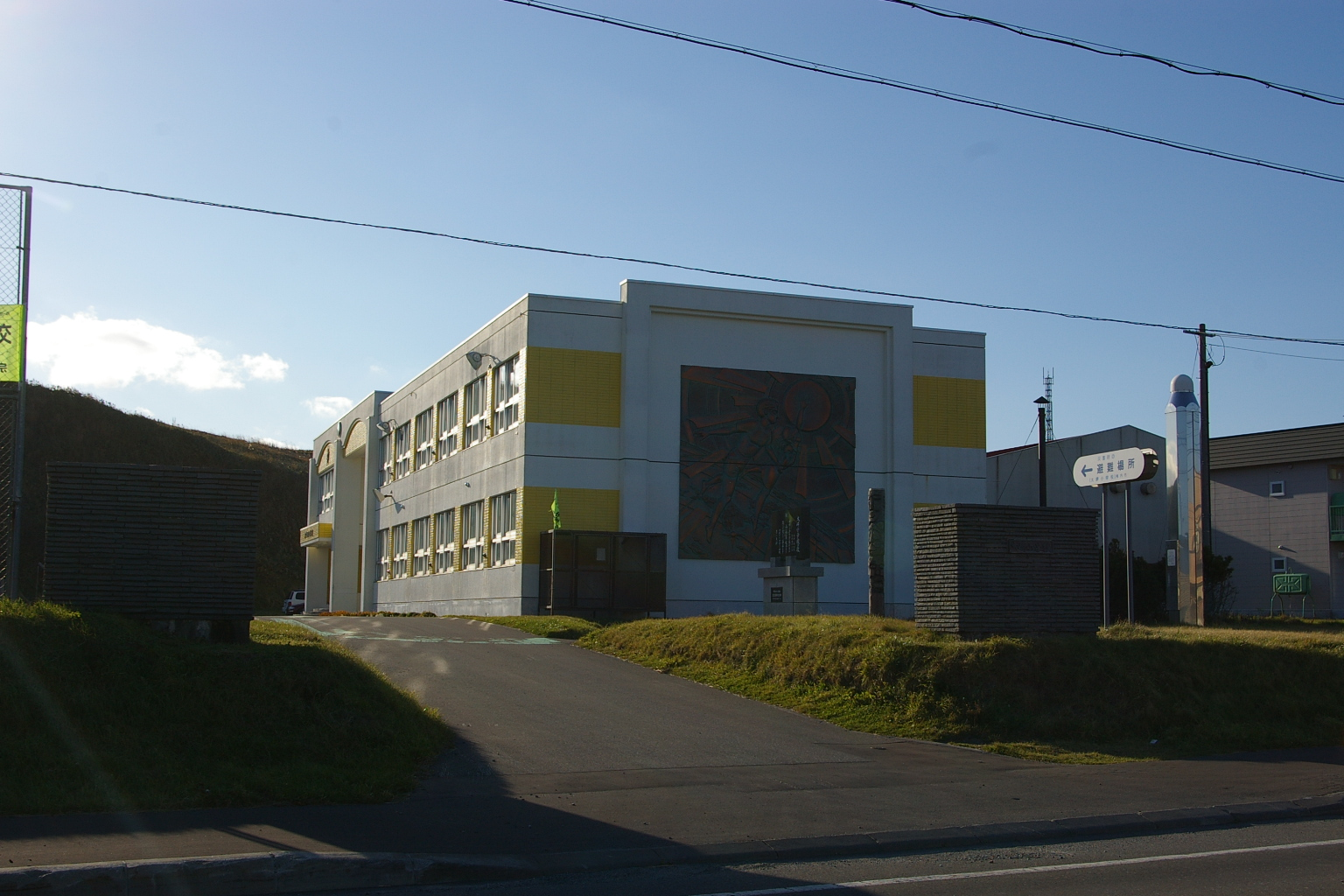
稚内市立大岬小学校（2006年10月）
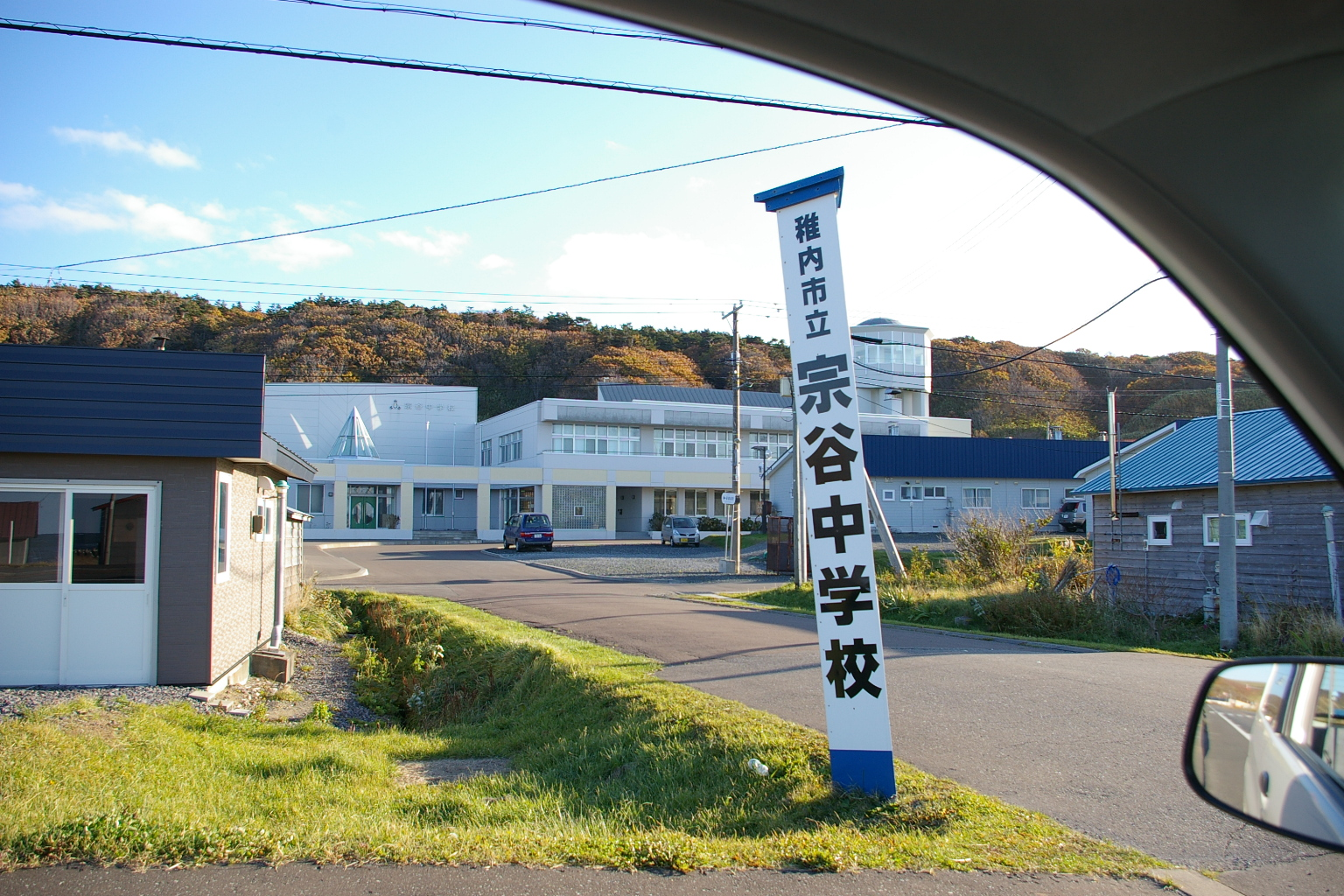
稚内市立宗谷中学校（2006年10月）

## アクセス
宗谷バスが路線バスと定期観光バスの運行を行っている。
- 路線バスは天北宗谷岬線利用、JR稚内駅前にあるターミナル（駅前ターミナル）（南稚内駅（南駅前）経由）より鬼志別ターミナル・浜頓別ターミナル・音威子府方面行きで約50分、1日4往復。片道で大人1420円、子供710円。往復記念乗車券（稚内駅前ターミナル窓口にて発売）では2560円（2020年4月現在）南駅前からは、約45分、片道で大人1300円。
  - 「宗谷岬」バス停下車、徒歩すぐ。
- 定期観光バスは「稚内A」「稚内B」コースが宗谷岬を下車観光。2018年は5月3日 - 5月6日、5月20日 - 9月30日の季節運行。

道路は国道238号（宗谷国道、オホーツクライン）が通過する。